# Daniel Cardona
Daniel Cardona i Civit (Barcelona, 20 de agosto de 1890-San Justo Desvern, 1943) fue un político español defensor de la independencia de Cataluña, conocido también por sus pseudónimos de Vibrant y el irlandés (l'irlandès en catalán). Fue uno de los miembros del independentismo más activos y partidario de la insurrección armada en las décadas de 1920 y 1930. «Para Cardona, el autonomismo no podía ser más que un medio hacia la anhelada ruptura. Su sensibilidad era escasamente transaccional, como firme era su rechazo a España; su visión del separatismo miraba más a a un desencuentro permanente, a una Cataluña libre de ataduras hispánicas», afirma el historiador Enric Ucelay-Da Cal. Fue fundador de organizaciones como Estat Català, Bandera Negra, Nosaltres Sols! y el Front Nacional de Catalunya.

## Biografía
Nació en Barcelona el 20 de agosto de 1890, hijo de Joaquín Cardona Planas, de San Justo Desvern, y de Concepció Civit Puigventós, natural de Piera.
Durante los primeros años de su carrera política, fuertemente influido por las ideas del doctor Domènec Martí i Julià, fue militante de la Unió Catalanista y de la Joventut Catalanista. Sin embargo, tras el éxito del Alzamiento de Pascua en Irlanda, pasó a decantarse por la vía de la insurrección armada y del militarismo para intentar conseguir la independencia de Cataluña. En 1919 pasó a formar parte de la Federació Democràtica Nacionalista y en 1921 colaboró en la fundación del partido político Estat Català, junto con el coronel Francesc Macià i Llussà. 
Instaurada la dictadura de Miguel Primo de Rivera, fue perseguido, procesado y condenado por su activismo político. Por todo ello se exilió en Francia junto al coronel Francesc Macià, siguiendo allí cursos de formación militar, siendo además uno de los patrocinadores de la Societat d'Estudis Militars. Viajó por diversos países, manteniendo su colaboración con Francesc Macià, participando en la creación del grupo Bandera Negra, que propugnaba una acción más radical que la de Macià. Por todo ello, rompió con él antes de los hechos de Prats de Molló. Sin embargo, las autoridades españolas le acusaron de participar en el complot del Garraf. 
En 1931, tras la amnistía que siguió a la proclamación el 14 de abril de la Segunda República Española, regresó a Cataluña. Totalmente contrario por esas fechas a la política preconizada por Macià, creó y dirigió la organización Nosaltres Sols!, que tomaba su nombre de uno de los principales grupos nacionalistas irlandeses. Igualmente fue en este período alcalde de San Justo Desvern, de donde procedía su familia. Participó en los hechos del 6 de octubre de 1934, aunque tras el fracaso de la lucha optó por escapar nuevamente a Francia. Tras la amnistía que siguió a la victoria del Frente Popular en las elecciones de febrero de 1936, volvió a España, recuperando su cargo como alcalde de San Justo Desvern. A principios del verano de 1936 Nosaltres Sols! se integró en Estat Català conservando su autonomía interna cuando este partido decidió separarse de Esquerra Republicana de Catalunya.
Tras la guerra civil española huyó una vez más a Francia, donde colaboró activamente con la Resistencia francesa encuadrado, como el resto de miembros de Nosaltres Sols! y el propio Estat Català, en el Front Nacional de Catalunya, del que Cardona sería uno de sus principales impulsores. Sus actividades de resistencia prosiguieron durante la ocupación de Francia por el Tercer Reich en la Segunda Guerra Mundial. Sin embargo, en 1942, aquejado de una grave enfermedad, regresó clandestinamente a su pueblo, donde falleció al año siguiente. Las autoridades obligaron a la familia a celebrar su entierro en la intimidad, a primera hora de la mañana y bajo una gran vigilancia policial.

## Pensamiento y acción política
Vinculado con el seudónimo de Vibrant a las empresas periodísticas más destacadas del nacionalismo radical —muchas de ellas creadas y dirigidas por él mismo—, Cardona proveyó al separatismo de una estrategia basada en el modelo irlandés gracias a la cual superó el estadio culturalista y se transformó en un espacio político e ideológico, aunque reducido, a partir de un secesionismo nítido que, en cierta medida, convierten a Cardona en el primer independentista catalán[cita requerida]. Defensor de un nacionalismo firme e intransigente, el que fue alcalde de San Justo Desvern entre 1931 y 1936 ha pasado a ser un referente obligado del nacionalismo insurreccional catalán. De acuerdo con Francisco Caja y algunas de sus propias declaraciones, su nacionalismo estaba imbuido del racialismo, también conocido como racismo científico. Consecuente con la idea que esta era la única vía insoslayable para conseguir «la ruptura de las cadenas de la dominación española», intentó toda su vida utilizar la lucha armada no solo contra las dictaduras de Primo de Rivera y de Franco, sino también contra la Restauración, la República y la Revolución.

## Obras
- La Batalla (1923), con prólogo de Joan Salvat-Papasseit
- Res de nou al Pirineu... (1933)

## Fondo personal
La documentación personal de Daniel Cardona que se conserva en el Archivo Histórico de la Ciudad de Barcelona está formada por un total de 175 documentos, de los cuales todos, excepto 20, son cartas. 113 de estos documentos están dirigidos a Cardona y 41 a otros corresponsales. Esta documentación aporta interesantes datos, principalmente del periodo 1923-1930, del grupo independentista Estat Català, de las diferencias y la ruptura definitiva entre Daniel Cardona y Francesc Macià, así como de los grupos catalanes en el exilio.